# Elżbieta Więcławska-Sauk
Elżbieta Więcławska-Sauk (ur. 14 listopada 1947 w Łodzi) – polska polityk, dziennikarka, posłanka na Sejm IV kadencji, senator VI kadencji, członkini Krajowej Rady Radiofonii i Telewizji w kadencji 2016–2022.

## Życiorys
Ukończyła w 1973 studia na Wydziale Filologii Polskiej Uniwersytetu Łódzkiego. Od 1974 do 1982 i ponownie w latach 1990–2001 pracowała jako dziennikarka w TVP3 Łódź.
W 2001 z listy Prawa i Sprawiedliwości uzyskała mandat poselski w okręgu łódzkim. W wyborach parlamentarnych w 2005 została wybrana do Senatu w tym samym okręgu. W przedterminowych wyborach parlamentarnych w 2007 bez powodzenia ubiegała się o reelekcję. Również w 2011 bezskutecznie kandydowała do Sejmu. W 2015 ponownie została kandydatką PiS do Senatu. W lipcu 2016 została wybrana z rekomendacji PiS przez Sejm w skład Krajowej Rady Radiofonii i Telewizji na sześcioletnią kadencję.
Żona polityka Jacka Sauka. Pobrali się w trakcie IV kadencji Sejmu.